# فرح جفري
فرح جفري (12 يناير 2003) هي لاعبة كرة قدم سعودية و تحمل أيضا الجنسية الأمريكية. ولدت فرح في السعودية لأب سعودي و أم امريكية. و هي تلعب حاليا لصالح نادي الاتحاد للسيدات السعودي و المنتخب السعودي.